# エヌ・シィ・ティ
株式会社エヌ・シィ・ティ（NCT）は、新潟県の長岡市・三条市・小千谷市の3市の資本が入る第三セクターのケーブルテレビ局である。
1989（平成元年）年にサービスを開始。有線テレビジョン放送事業（地上デジタル放送、地域情報チャンネル）・電気通信事業(インターネット、電話）を主な事業とする。長岡市、三条市、見附市、小千谷市、燕市、柏崎市に居住する顧客に対して多チャンネル放送（地上・BS・CS）、インターネット、固定電話サービスを提供。加入世帯数は約55,000世帯。テレビサービスでは地上デジタル11ch、12chを地域情報チャンネルとして自主放送・緊急放送を行っている。
株式会社CCJグループの1社である。

## 概要
設立当初の名称は「長岡ケーブルテレビ」であったが、三条センターの開局に伴う放送エリア拡大を機に、略称であった現社名に変更した。
テレビ放送事業のほかに、2000年にはケーブルテレビ網を利用したインターネット接続サービスを開始し、2015年からはNCT光サービスを開始した。また、2015年度からは格安携帯電話(MVNO)の事業も行っている。
2007年（平成19年）10月1日に同社は上越地方で事業を展開するJCV上越ケーブルビジョンと三重県のシー・ティー・ワイとの3社間で経営統合を行い、民間資本は共同持ち株会社の株式会社CCJのみとなる。
新潟県中越地域を中心にサービスエリアを拡大しており、長岡地域での開局を皮切りに2002年には三条市第1期エリアを開局。その後、長岡市の旧市町村を中心にサービスエリアを拡大。
2017年に見附市、2018年に小千谷市、2019年に燕市、2020年4月には柏崎市を新たなサービスエリアとして開局した。
2022年8月より、5G対応のホームルーター「NCT WiMAX+5G」の提供を開始。
また同年9月には、加茂市、田上町（一部地域）へ「NCT光」サービスの提供を開始した。

## 沿革
- 1986年12月：株式会社長岡ケーブルテレビとして設立
- 1988年 8月：長岡市学校町1-9-20に放送センターを開設
- 1989年 4月：長岡市第1期エリア放送開始
- 2000年 8月：インターネット商用サービス開始
- 2001年 2月：長岡市と災害時応援協定を締結
- 2001年10月：株式会社エヌ・シィ・ティに社名変更、BSデジタル放送を開始
- 2002年 1月：三条市第1期エリア開局
- 2004年 8月：エリア内全域でCSデジタル放送サービスを開始
- 2004年 8月：7.13水害における全仮設住宅にケーブルテレビ施設を完備
- 2004年11月：新潟県中越地震における全仮設住宅にケーブルテレビ施設を完備
- 2006年 4月：
  - 三条市と災害時応援協定を締結
  - エリア内全域で地上デジタル放送サービスを開始
- 2007年10月：持株会社　株式会社CCJ(コミュニティ・ケーブル・ジャパン)設立
- 2011年 6月：本社移転(長岡市干場1-7-9)　NCT情報ステーションを愛称に展開
- 2015年10月：NCT光サービス(コラボモデル)開始
- 2016年 4月：NCTショップ(リバーサイド千秋内)　オープン
- 2017年 1月：NCT光サービス開始
- 2017年 6月：見附地域開局
- 2018年10月：小千谷地域開局
- 2019年 3月：燕地域開局
- 2020年 4月：柏崎地域開局
- 2022年 9月：加茂地域開局、田上地域開局
- 2023年 8月：出雲崎町、柏崎市（西山エリア）、南魚沼市（塩沢エリア）開局[3]
- 2025年 6月：津南地域、十日町市（中里エリア）、湯沢町（土樽エリア）開局予定[4]

## 会社所在地
- 本社：新潟県長岡市干場1丁目7-9
- 三条センター：新潟県三条市一ノ門2丁目11-22
- NCTショップ：新潟県 長岡市千秋２丁目２７８ リバーサイド千秋 2F
- NCTショップ県央アキバ店：新潟県三条市興野1-16-18　電器のアキバ内
- NCTショップ柏崎店:柏崎市長浜町1-33　レッツウエノ内

## サービスエリア
- 新潟県長岡市
- 新潟県見附市
- 新潟県小千谷市
- 新潟県三条市
- 新潟県燕市
- 新潟県柏崎市
- 新潟県加茂市
- 新潟県南蒲原郡田上町